# Blues Band Luboše Andršta

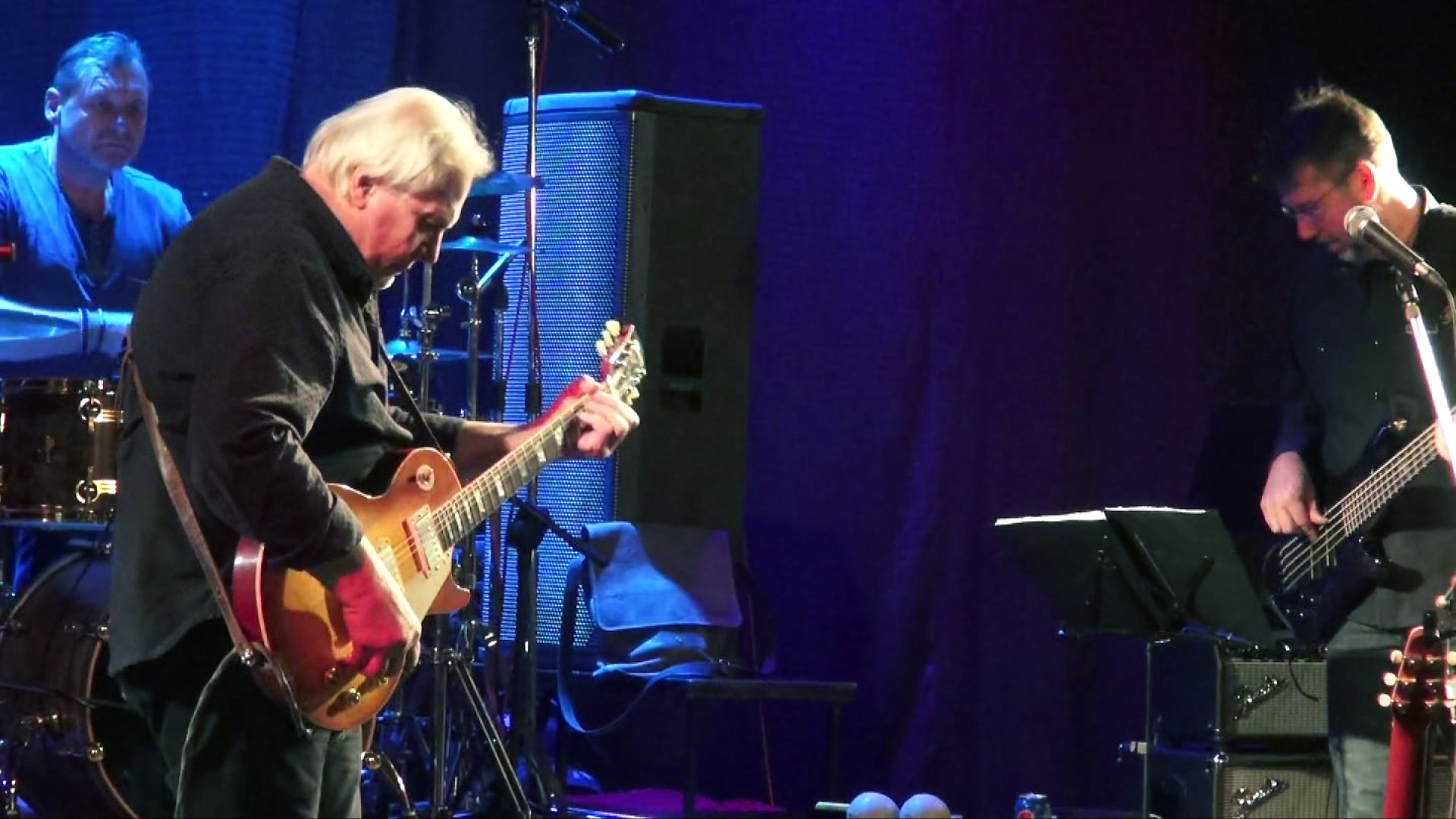
Luboš Andršt Blues Band (Andršt, Razím, Tichota)

Luboš Andršt Blues Band byla bluesová kapela kytaristy Luboše Andršta. Kapelu tento rockový, jazzový a bluesový kytarista založil roku 1981. S kapelou splupracovali zpěváci jako Slovák Peter Lipa, Američané Ramblin Rex (zpěvák, hráč na foukací harmoniku a kytarista) ,zpěvačka Reesie Davis, Němec Ignatz Netzer (zpěvák, hráč na foukací harmoniku a kytarista) a jako jedno z prvních klubových hostování s touto kapelou měla pro příjezdu do Prahy v roce 1995 rodačka z New Yorku Tonya Graves v klubu Agharta.
Celkem se v Blues Bandu Luboše Andršta vystřídali tito zpěváci a zpěvačky: Peter Lipa, Boby Houda, Ronny Gray, Tonya Graves, Ignatz Netzer, Ramblin Rex, Reesie Davis a Marek Hlavica. Dále se v Blues Bandu vystřídali celkem tito hudebníci: Ondřej Konrád, Jaromír Helešic, Vladimír Kulhánek, Dušan Hájek, Pavol Kozma, Boris Urbánek, Zdeněk Zdeněk, Ivan Kadaňka, Jiří Kysela, Aleš Charvát, Zdeněk Wimpy Tichota, Pavel Novák a Pavel Razím. V závěrečné éře byl stálým členem kapely zpěvák Marek Hlavica.
Kapela ukončila činnost po smrti leadera Luboše Andršta (zemřel v r. 2021). 

## Diskografie
- Peter Lipa & Luboš Andršt Blues Band Blues z lipového dřeva (Supraphon, 1984) [5]
- Škrtni, co se nehodí (Supraphon, 1987) [6]
- Blues Office (Supraphon / Artia, 1988) [7]
- Luboš Andršt Blues Band & Ignatz Netzer & Tonya Graves (Gallup music 007, 1996) [8]
- Blues Time Luboš Andršt Blues Band & Ramblin Rex (Best I.A., 1998) [9]
- Mezinárodní Bluesový festival Blues Alive L. Andršt Blues Band & Michal Prokop & Ramblin Rex (Faust records, 1999)
- Peter Lipa & Luboš Andršt Blues Band Skladby č. 12. 13. Tento týden nemám čas, Na seba sa hrám. (Opus 1985, Sony music 2000)
- Everything I've Done Luboš Andršt Blues Band & Reesie Davis (Best I.A., 2007)